# Bryssel II-förordningen
Bryssel II-förordningen är en europeisk förordning som reglerar behörighet, erkännande och verkställighet av avgöranden i äktenskapsmål och mål om föräldraansvar, och om internationella bortföranden av barn inom Europeiska unionen. Förordningen syftar till att fastställa enhetliga bestämmelser för rättsliga avgöranden som rör till exempel tvister om föräldraansvar, till exempel vårdnadstvister och bortförande av barn. Den ursprungliga Bryssel II-förordningen antogs av Europeiska unionens råd den 29 maj 2000 och trädde i kraft den 1 mars 2001. Den ersattes av en ny förordning som antogs av rådet den 27 november 2003 och trädde i kraft den 1 mars 2005. En omarbetning av denna förordning antogs av rådet den 25 juni 2019 och träder i kraft den 1 augusti 2022.